# Fereydunschahr (Verwaltungsbezirk)
Fereydunschahr (persisch شهرستان فریدون شهر) ist ein Schahrestan in der Provinz Isfahan im Iran. Er enthält die Stadt Fereydunschahr, welche die Hauptstadt des Verwaltungsbezirks ist. Der Bezirk hat zwei Städte: Fereydunshahr und Barf Anbar.

## Demografie
Bei der Volkszählung 2016 betrug die Einwohnerzahl des Schahrestan 35.654. Die Alphabetisierung lag bei 80 Prozent der Bevölkerung. Knapp 47 Prozent der Bevölkerung lebten in urbanen Regionen.
| Zensusjahr | Einwohnerzahl |
| ---------- | ------------- |
| 2011       | 38.334        |
| 2016       | 35.654        |